# Mariakapel (Holtum)
De Mariakapel is een kapel in Holtum in de Nederlands Zuid-Limburgse gemeente Sittard-Geleen. De kapel staat aan de Kleine Laakweg aan de noordoostrand van het dorp.
De kapel is gewijd aan Maria.

## Geschiedenis
De oude kapel stond in het westen van het dorp op de hoek Buchterweg en Paalweg. Deze kapel moest in 1966 wijken en werd toen afgebroken.
Ten noordoosten van het dorp werd de kapel herbouwd. Op 25 juni 1972 werd de kapel op zijn nieuwe plek ingezegend.

## Bouwwerk
De bakstenen kapel is opgetrokken op een rechthoekig plattegrond en wordt gedekt door een geknikt zadeldak met pannen. Midden op het dak bevindt zich een dakruiter met leien en ingesnoerde dakvoet die bekroond wordt met een kruis. De zijgevels hebben elk drie rondboogvensters die voorzien zijn van traliewerk en bij de frontgevel voorzien van pilasters. Hoog in de frontgevel bevindt zich een rondboognis die van binnen wit geschilderd is en waarin een donker Mariabeeldje geplaatst is. De frontgevel bevat de segmentboogvormige toegang van de kapel die wordt afgesloten met een dubbele glazen deur voorzien van traliewerk.
Van binnen is de kapel uitgevoerd in baksteen onder een gewelf van witte schroten. Tegen de achterwand is het bakstenen altaar gemetseld. Op het altaar staat een Mariabeeld dat de heilige toont in een biddende positie met haar handen samengevouwen.